# Lukas Arons

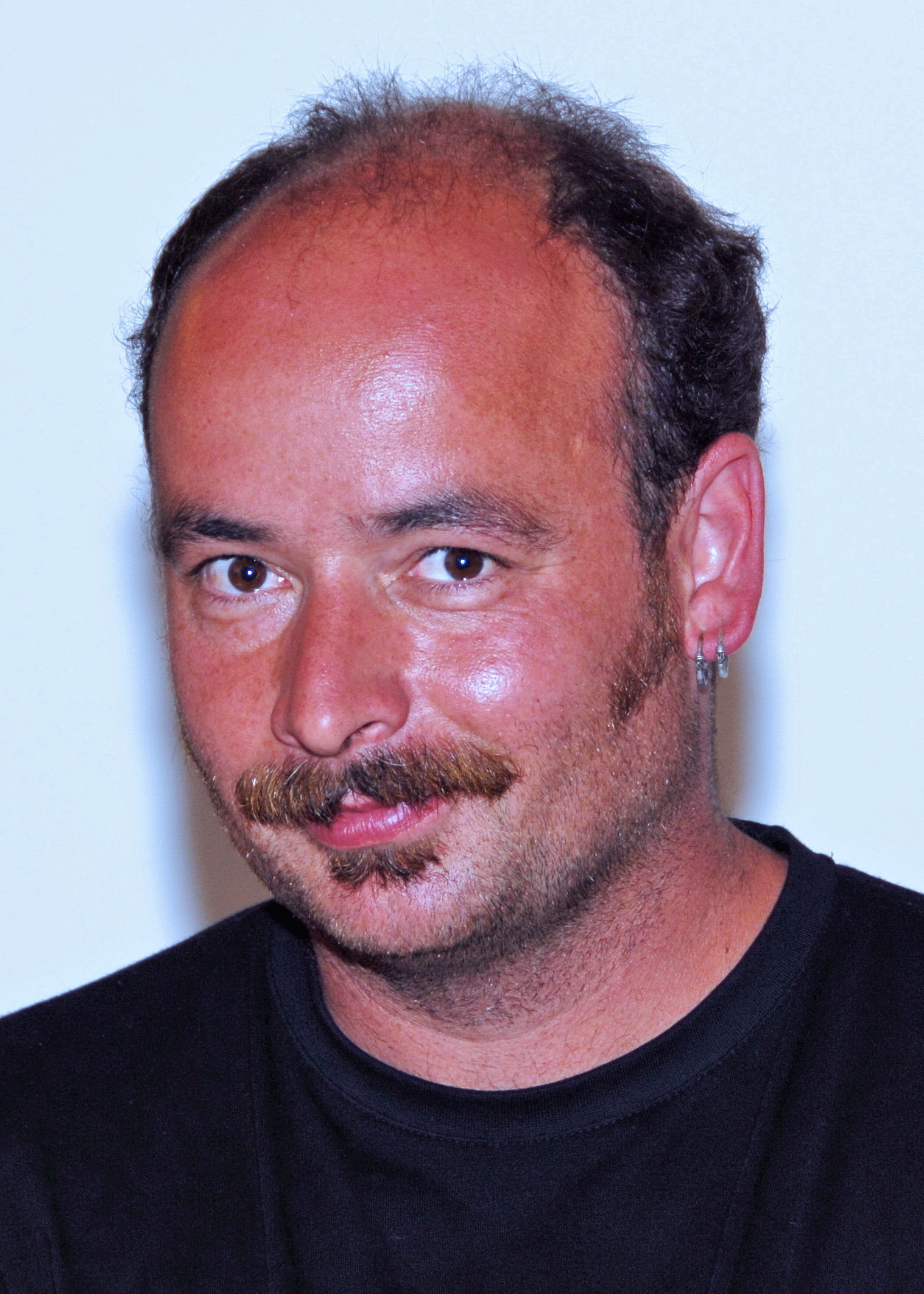
Lukas Arons 2007

Lukas Maurits Arons (* 10. April 1968 in Renkum) ist ein niederländischer Bildhauer.

## Leben und Werk
Arons studierte Bildhauerei von 1989 bis 1992 an der Willem de Kooning Academie und von 1992 bis 1994 an der Koninklijke Academie voor Kunst en Vormgeving. Er arbeitet vorwiegend mit Bronze, Granit, Kalkstein und Marmor. Für öffentliche Plätze schuf er monumentale Granitskulpturen, seine Skulpturen enthalten oft figurative Elemente. 2010 erwarb er mit Tom Flick eine alte Steinindustrie in den Wäldern von Bohuslän an der schwedischen Westküste, wo sie das Atelier StoneZone gründeten. Im Winter schafft Arons Skulpturen mit Schnee, Eis und Licht in der arktischen Region Skandinaviens und in Russland.

## Werke (Auswahl)
- Skulpturen anlässlich der Beelden in Baarle, Baarle-Nassau, 1999 und 2001.[2]
- Muse Noire 2007 vor der Banque centrale du Luxembourg, Luxemburg, 2007.
- Stengeforter Héichuewen, mit Peder Istad, Steinfort (Luxemburg)
- Thomas Thorild-Monument in Hällevadsholm (Schweden), 2009.
- Die Skulpturen Muse Noire, woman torso featuring „L´origine du monde 1866“, Melusina und Eloquent conversation anlässlich des Muse Symposium, Koerich, 2007, 2010, 2013 und 2019.[3]

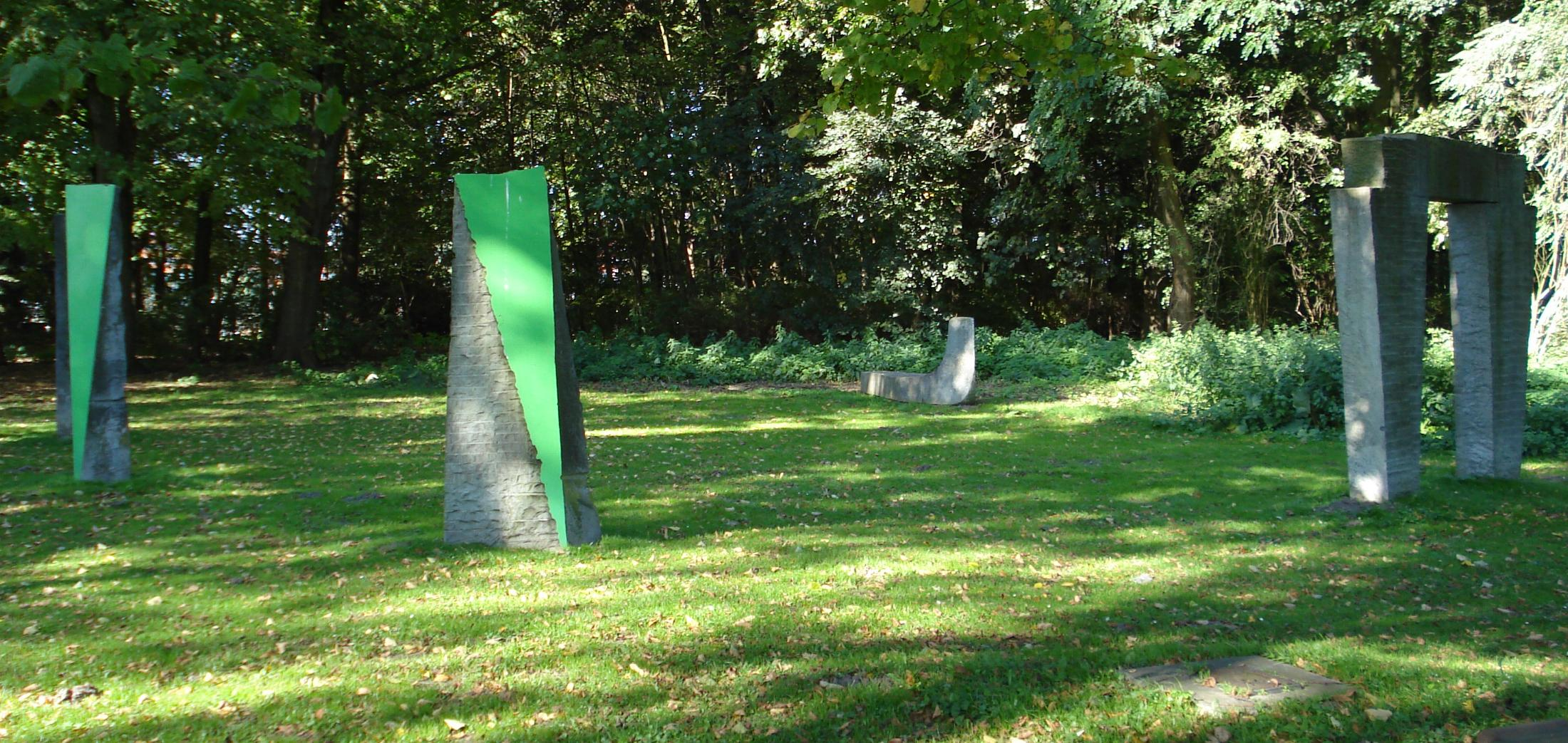
Fragmenten im Skulpturenpark-Zwijndrecht
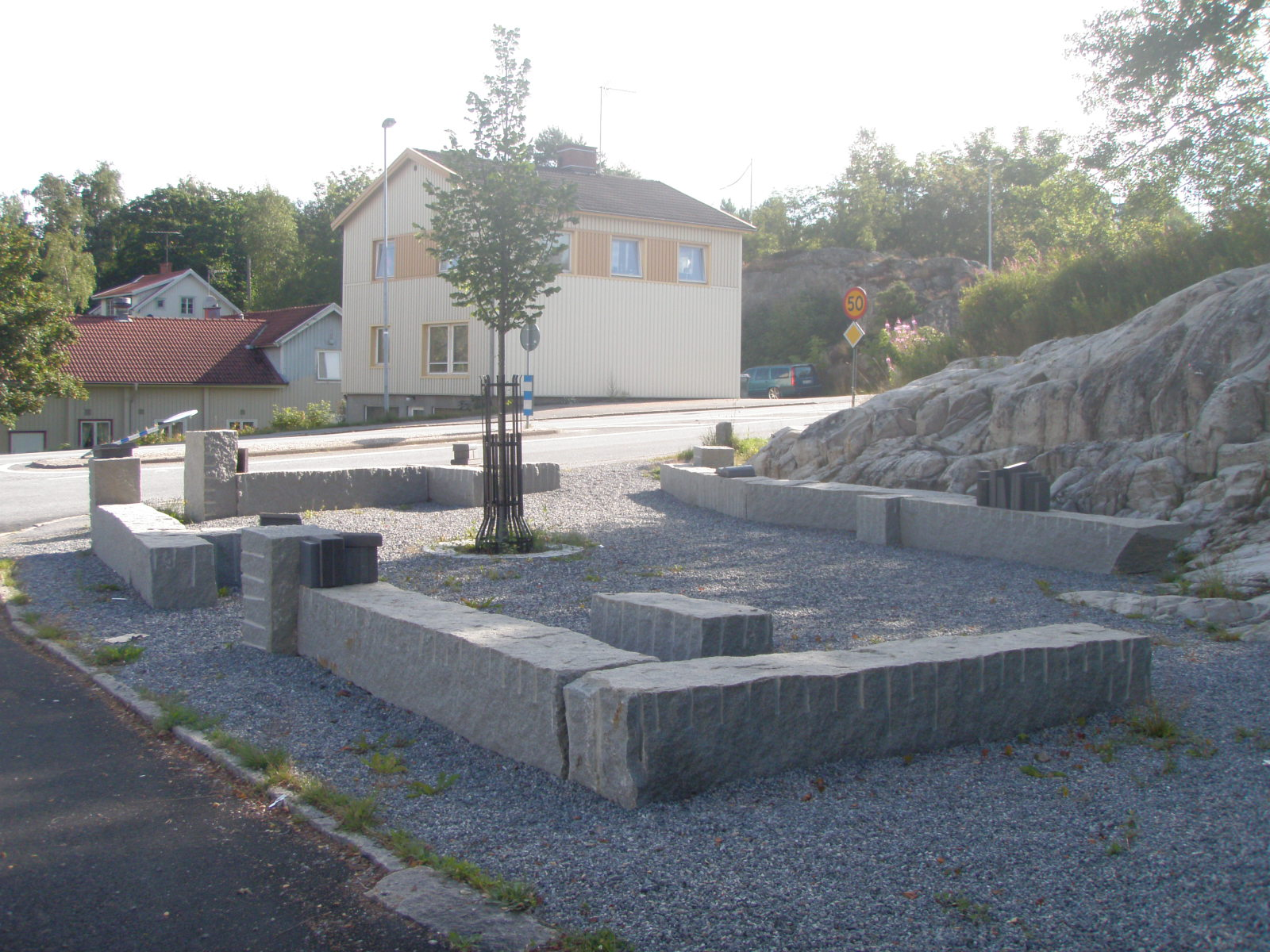
Thomas Thorild-Monument in Hällevadsholm (Schweden)